# Fluorit
Fluorit ali jedavec je kalcijeva sol fluorovodikove kisline s kemijsko formulo CaF2. Fluorit je pogost mineral, ki spada v razred haloidov. Kristalizira v kubičnem kristalnem sistemu v obliki kocke ali oktaedra, tvori pa tudi masivne zrnate skupke. Dvojčičenje je pogosto, kar še povečuje kompleksnost določanja njegovega kristalnega habita.
Kubične kristale fluorita s stranicami do 20 cm so našli v Dalnjegorsku v Ruski federaciji. Največji dokumentirani monokristal fluorita je bila kocka s stranico 2,12 m, ki je tehtala približno 16 ton.

## Nastanek imena
Beseda fluorit je nastala iz latinskega korena fluo, ki pomeni teči oziroma pretakati se. Mineral se je namreč uporabljal kot talilo za znižanje tališča in viskoznosti žlindre pri pridobivanju kovin (od tod ime jedavec). Povečana pretočnost žlindre je posledica ionskih lastnosti minerala.
Po fluoritu  sta dobila ime fluorescenca, ki je značilna za fluorite iz nekaterih nahajališč in je posledica določenih nečistoč v kristalih, in kemijski element fluor.

## Nahajališča
Flourit sa lahko pojavlja v rudnih žilah, dostikrat skupaj s kovinskimi minerali, v katerih tvori del jalovine brez gospodarskega pomena. Pogosto spremlja galenit, sfalerit, barit, kremen in kalcit. Flourit je običajen mineral v hidrotermalnih skladih in primarni mineral v granitih in drugih vulkanskih kamninah. V majhnih količinah se pojavlja tudi v dolomitu in apnencu. 
Fluorit je pogost mineral, ki se nahaja v velikih depozitih v mnogih področjih sveta. Pomembna rudišča so na Kitajskem, v Nemčiji, Avstriji, Švici, Angliji, Norveški ter Ontariu in Novi Fundlandiji v Kanadi, Keniji in ZDA.
Svetovne rezerve fluorita so ocenjene na 230 milijonov ton. Največje rezerve so v Južni Afriki (42 milijonov ton), Mehiki (32 milijonov ton) in Kitajski (21 milijonov ton). Vodilni svetovni proizvajalec fluorita je Kitajska (3 milijone ton leta 2009). Sledijo ji Mehika (925.000 ton), Mongolija (280.000 ton) in Ruska federacija (210.000 ton).

### Blue John
Eno od najbolj znanih in najstarejših nahajališč Flourita je Castleton (Derbyshire, Anglija), v katerem so kopali škrlatno moder fluorit, imenovan Blue John.  V 19. stoletju so ga uporabljali kot okrasni kamen. Njegovo ime je nastalo iz francoskega bleu et jaune – moder in rumen, ki se nanaša na njegovo značilno barvo. Blue John je sedaj redek, tako da ga vsako leto izkopljejo komaj nekaj kilogramov.
Nedavno so na Kitajskem odkrili ležišče kriolita, ki je po barvi podoben klasičnemu Blue Johnu.

## Flourescenca
Mnogo primerkov fluorita v ultra vijolični svetlobi fluorescira. Kvant UV svetlobe povzroči preskok elektrona iz osnovnega energijskega stanja na višje energijsko stavnje, kateremu sledi postopno vračanje v osnovno stanje. Med vračanjem se sproščajo kvanti vidne svetlobe. V fluoritu je emitirana vidna svetloba običajno modra, rdeča, škrlatna, rumena zelena ali celo bela. Fluorescenca fluorita bi lahko bila posledica nečistoč, na primer itrija, iterbija ali organskih snovi. Modra fluorescenca, ki je značilna za kristale fluorita iz nekaterih delov Anglije, je verjetno posledica prisotnosti evropija.
Barva emitirane vidne svetlobe je odvisna od nahajališča in nečistoč, ki jih vsebuje kristal. Poleg tega so nečistoče lahko v kristalni mreži vgrajene na različnih mestih, zato fluoriti ne fluorescirajo enako jasno, čeprav so iz istega nahajališča. UV svetloba zato ni zanesljivo orodje niti za ugotavljanje mineralovega porekla niti njegove količine v zmeseh. Med britanskimi flouriti so najbolj konsistentno fluorescentni tisti iz Northumberlanda, County Durhama in vzhodne Cumbrije, medtem ko fluoriti iz Yorkshira, Derbyshira in  Cornwalla fluorescirajo slabotno ali pa sploh ne. 
Fluorit je tudi termoluminiscenten.

## Barva
Fluorit je lahko zelo različno obarvan, zato so ga včasih imenovali  "najbolj pisan mineral na svetu". Najpogostejše barve so škrlatna, modra, zelena, rumena in brezbarvna. Manj pogoste barve so rožnata, rdeča, bela, rjava, črna in skoraj vsi vmesni toni. Barve so pogosto conirane ali v pasovih. Na barvo flourita poleg nečistoč vplivajo tudi izpostavljenost sevanju in velikost barvnih centrov. 
- Vijolična
- Modro vijolična
- Modra
- Modro zelena
- Svetlo zelena
- Rumena
- Oranžna
- Rdeča
- Rožnata
- Brezbarvna

## Uporaba
Fluorit se v industriji uporablja na treh področjih, odvisno od njegove čistosti. 
Metalurški fluorit, ki je najmanj čist, se tradicionalno uporablja kot talilo, ki zniža tališče surovin v proizvodnji jekla in olajša odstranjevanje nečistoč. Na enak način se uporablja tudi pri elektrolizi aluminija: aluminijev(III) oksid (glinica) ima tališče približno 2000 °C, z dodatkom kriolita in fluorita pa se njeno tališče zniža na 950 - 980 °C. Fluorit srednje kakovosti se uporablja v proizvodnji keramike, opalescentnega stekla in emajlov. Zelo čist fluorit se uporablja tudi v draguljarstvu, vendar je zaradi relativno majhne trdote manj uporaben. Najčistejši fluorit z najmanj 97 % CaF2 se uporablja za proizvodnjo fluorovodikove kisline (HF). Fluorovodikova kislina je primarna surovina za vse fluorove spojine, vključno s fluorovimi polimeri in perfluoroogljiki, in za jedkanje stekla.
Fluorit se uporablja namesto stekla v nekaterih zelo zahtevnih teleskopih in objektivih kamer. Ekspozicijska orodja v industriji polprevodnikov uporabljajo fluoritne optične elemente za ultravijolično svetlobo pri valovni dolžini 157 nm, ker ima fluorit pri tej valovni dolžini izjemno visoko prozornost. Fluorit ima zelo majhno disperzijo, zato imajo leče iz fluorita manj kromatske aberacije kot leče iz običajnega stekla.  Slike astronomskih objektov so zato bolj jasne tudi pri večjih jakostih.